# Buciumi (Sălaj)
Buciumi é uma comuna romena localizada no distrito de Sălaj, na região histórica da Crișana (parte da Transilvânia). A comuna possui uma área de 96.35 km² e sua população era de 2630 habitantes segundo o censo de 2007.